# Niederkassel (Düsseldorf)
Niederkassel, Düsseldorf-Niederkassel — dzielnica miasta Düsseldorf w Niemczech, w okręgu administracyjnym 4, w kraju związkowym Nadrenia Północna-Westfalia, w rejencji Düsseldorf.  